# Alfa Doradus
Alfa Doradus (α Doradus, förkortat Alfa Dor, α  Dor), som är stjärnans Bayer-beteckning, är en dubbelstjärna i den nordvästra delen av stjärnbilden Svärdfisken. Den har en genomsnittlig kombinerad skenbar magnitud på +3,27, är synlig för blotta ögat där ljusföroreningar ej förekommer och är den ljusaste stjärnan i stjärnbilden. Den är också en av de ljusaste dubbelstjärnorna på himlen.  Baserat på parallaxmätningar i Hipparcos-uppdraget på 19,3 mas beräknas den befinna sig på ca 169 ljusårs (52 parsek) avstånd från solen.

## Egenskaper
Primärstjärnan Alfa Doradus är en blå till vit jättestjärna av spektralklass A0 IIIpSi Den är en kemiskt ovanlig stjärna vars atmosfär visar ett onormalt högt överskott av kisel, vilket gör den till en Si-stjärna. Den har en massa som är ca 3,3 gånger solens massa, en radie som är ca 3,5 gånger större än solens och utsänder ca 195 gånger mera energi än solen från dess fotosfär vid en effektiv temperatur på ca 11 600 K.
Alfa Doradus är en dubbelstjärna och en roterande variabel av Alfa2 Canum Venaticorum-typ (ACV). Den varierar mellan skenbar magnitud +3,26 och 3,3 med en period av 2,95 dygn. Dubbelstjärnan består av en underjättestjärna av spektraltyp B som roterar kring en jättestjärna med spektraltyp A i ett excentriskt omlopp med en period av ca 12 år. Stjärnornas separation varierar från 2 astronomiska enheter vid periastron till 17,5 astronomiska enheter vid apsis.
Alfa Doradus har även en optisk följeslagare, CCDM J04340-5503C, som ligger separerad med 77 bågsekunder vid en positionsvinkel på 94°. Den har ingen fysisk förbindelse med de två andra stjärnorna.